# Cyathocalyx borneensis
Cyathocalyx borneensis är en kirimojaväxtart som beskrevs av Jacob Gijsbert Boerlage. Cyathocalyx borneensis ingår i släktet Cyathocalyx, och familjen kirimojaväxter. Inga underarter finns listade i Catalogue of Life.